# عقد 80 ق م
عقد 80 ق م هو عقد امتد بين 31 ديسمبر 89 ق م و1 يناير 80 ق م بحسب التقويم اليولياني البروليبتي (التقويم الميلادي). سبقه عقد 90 ق م ولحقه عقد 70 ق م.

## أحداث
- 80 ق.م: بدأ صراع داخلي بين القادة الرومانيين، حيث كانت روما تشهد تصاعدًا في الحروب الأهلية.
- 80 ق.م: تدمير مدينة تومسيس في بلاد الغال على يد الرومان.
- 78 ق.م: وفاة قائد الجيش الروماني سولا، مما أتاح للجنرالات الآخرين مثل بومبيوس السيطرة على الحياة السياسية في روما.
- 74-63 ق.م: الصراع بين روما ومملكة بونتوس في معركة نيكوبوليس وغيرها من الحروب بين الإمبراطورية الرومانية والممالك الشرقية.
- 70 ق.م: بدأت سلسلة من الإصلاحات السياسية التي أقرها بومبيوس وكراسوس والتي ألغت بعض القوانين التي فرضها سولا.

## مواليد
- 80 ق.م: ماركوس أنطونيوس, قائد عسكري روماني مستقبلي وواحد من الشخصيات البارزة في فترة الحرب الأهلية الرومانية.

## كتب
- Yves Denis Papin (1998). Chronologie de l'histoire ancienne. Lieu de publication non identifié: Éditions Jean-paul Gisserot. ISBN:2-87747-346-5. OCLC:40746926. مؤرشف من الأصل في 2022-03-16.
- موسوعة حضارة العالم (2002) لأحمد محمد عوف.

## روابط خارجية
- تصفح سنة بسنة عقد 80 ق م على موقع onthisday.com
- تصفح سنة بسنة عقد 80 ق م ابتداءً من سنة عقد 80 ق م على موقع المكتبة الوطنية الفرنسية
- التسلسل الزمني للتاريخ الحربي قبل الميلاد على موسوعة التاريخ الحربي.